# Estación de Gabriel Péri
Gabriel Péri es una estación de la línea 13 del metro de París ubicada en el límite entre Asnières-sur-Seine y Gennevilliers al norte de la capital. Entre 1980 y 2008 fue el terminal del ramal de Asnières. 

## Historia
Fue inaugurada el 3 de mayo de 1980 con el nombre de Gabriel Péri - Asnières - Gennevilliers, nombre que mantuvo hasta el 2008 cuando, tras la ampliación de la línea hasta Les Courtilles, pasó a llamarse únicamente Gabriel Péri.
Debe su nombre a Gabriel Peri, miembro del comité central del Partido Comunista y diputado por el antiguo departamento de Sena y Oise, fusilado durante la Segunda Guerra Mundial por los alemanes.

## Descripción
Se compone de dos andenes laterales y dos vías. 
Las paredes verticales de la estación, que carece de bóveda, están revestidas con un azulejo claro, plano y estrecho llamado Miromesnil, dado que fue en esa estación donde se colocó por primera vez. Su presencia es relativamente habitual en las estaciones de las afueras de París.
La señalización por su parte usa la moderna tipografía Parisine donde el nombre de la estación aparece en letras blancas sobre un panel metálico de color azul. 
Por último los asientos, son de estilo Motte, combinan una larga y estrecha hilera de cemento revestida de azulejos rojos que sirve de banco improvisado con asientos individualizados del mismo color que se sitúan sobre dicha estructura.